# پنجایپوگالور
پنجایپوگالور (به انگلیسی: Punjaipugalur) یک منطقهٔ مسکونی در هند است که در بخش کرور واقع شده‌است. پنجایپوگالور ۲۳٬۴۰۸ نفر جمعیت دارد.